# バービーと妖精の国フェアリートピア
『バービーと妖精の国フェアリートピア』（バービーとようせいのくにフェアリートピア、原題: Barbie: Fairytopia）は、2005年3月8日にアメリカ合衆国より発売されたバービーのコンピュータアニメーション長編映画作品（オリジナルビデオ）。バービーシリーズの第5作目のビデオ映画作品。
バービーシリーズ7作目の『バービーと人魚の国マーメディア』は主人公を同じくする直接の続編。
日本では劇場未公開。VHSとDVD未発売。2008年8月23日と8月31日にカートゥーン ネットワークより放映されている。

## ストーリー
花の妖精エリーナ（バービー）は飛ぶことに憧れる羽のない妖精。美しい妖精の国・フェアリートピアで暮らしていたが、ある日悪い魔女ラバーナがフェアリートピアを支配するために妖精達から飛ぶ能力を奪った。だが羽根のないエリーナにはその効果は現れず、フェアリートピアを救うために彼女は守り神アズーラに助けを求めるために旅に出た。

## キャスト
| 役名           | 俳優                       | 日本語吹き替え |
| -------------- | -------------------------- | -------------- |
| エリーナ       | ケリー・シェリダン         | 坂本真綾       |
| ラバーナ       | キャスリーン・バー         | 浅野まゆみ     |
| アズーラ       | ヴィーナス・ターゾ         | 増田ゆき       |
| ダンデライオン | タバサ・セント・ジェルマン | 久嶋志帆       |

- その他の吹き替え：川原慶久／田中晶子／堀本等／をはり万造／青木強／大島由莉子／古宮吾一

## 日本語版制作スタッフ
- プロデューサー：岡田由里子（カートゥーン ネットワーク）
- 演出：嶋澤みどり
- 吹替翻訳：柳澤由美
- 調整：橋本和典
- 制作担当：井口大介、田中祥太（ブロードメディア・スタジオ）
- 音響制作：カートゥーン ネットワーク、ブロードメディア・スタジオ